# Narodowy socjalizm w Austrii
Austriacki ruch narodowosocjalistyczny wywodził się z Niemieckiej Partii Robotniczej (Deutsche Arbeiterpartei, DAP), ugrupowania założonego w 1903, działającego wśród niemieckiej ludności Austro-Węgier, głównie na terenach późniejszej Austrii oraz Czech i Moraw, postulującego walkę w obronie niemieckich robotników, a od 1913 także głoszącego hasła antysemickie.
Upadek Austro-Węgier przyniósł podział DAP. Nastąpił on już w maju 1918 podczas zjazdu partii, powstała wówczas Niemiecka Narodowosocjalistyczna Partia Robotnicza Austrii (Deutsche Nationalsozialistische Arbeiterpartei Österreichs, DNSAPÖ), na której czele stanął Walter Riehl, wcześniej kierujący młodzieżówką DAP. Nawiązał on w 1920 współpracę z ruchami narodowosocjalistycznymi w Niemczech i Czechach, między innymi z Adolfem Hitlerem, przejmując stamtąd wiele elementów programowych. W 1923 nadszedł kryzys w partii – Riehl ustąpił ze stanowiska, a ugrupowanie rozpadło się na kilka części (między innymi Związek Niemieckosocjalistyczny Riehla, grupa Karla Schulza). Jedną z przyczyn kryzysu był też upadek puczu monachijskiego w listopadzie bieżącego roku.
Odnowa ruchu narodowosocjalistycznego nastąpiła w 1926 – partię założono tym razem pod postacią austriackiej części niemieckiej NSDAP (Narodowosocjalistyczna Niemiecka Partia Robotników, niem. Nationalsozialistische Deutsche Arbeiterpartei). Została zorganizowana identycznie jak w każdym z landów niemieckich i podporządkowana niemieckiej centrali. Na jej czele stanęli jednak działacze (między innymi Alfred Frauenfeld, Arthur Seyss-Inquart), którzy pragnęli zachować pewną odrębność. Partia szybko się rozszerzała, przejmując członków Partii Wszechniemieckiej, Landbundu, a także narodowych skrzydeł Austriackiej Partii Chrześcijańsko-Społecznej i Heimwehry. W wyborach 1930 osiągnęła kilkuprocentowy wynik oraz ani jednego mandatu. Partia jednak rozbudowywała się organizacyjnie, tworzyła własne bojówki (SA i SS). W wyborach lokalnych do rad gmin w 1932 NSDAP zdobyła już największą liczbę głosów po Partii Chrześcijańsko-Socjalnej. W wyborach tych NSDAP posługiwała się hasłem: „500 tysięcy bezrobotnych – 400 tysięcy Żydów – wybór bardzo prosty: głosuj na narodowych socjalistów”. Tego wyniku nie udało się jednak zweryfikować w kolejnych wyborach parlamentarnych wskutek wprowadzenia w Austrii – między innymi również w obawie przed rosnącymi wpływami narodowych socjalistów – austrofaszystowskiej dyktatury Engelberta Dollfussa.
To zdarzenie zadecydowało o radykalizacji oblicza partii – na jej czele stanęli nowi, młodzi działacze, którzy zdecydowali się walczyć o władzę środkami nielegalnymi. Gdy w czerwcu 1933 Dollfuss zdelegalizował NSDAP i podjął decyzję o rozbrojeniu jej bojówek, NSDAP odpowiedziało wzmożeniem działań terrorystycznych, a wreszcie próbą zamachu stanu, która miała miejsce 25 lipca 1934. Autorzy spisku planowali aresztować rząd i powołać własny, jednak mimo opanowania gmachu rządu, w którym znajdował się kanclerz Dollfuss (który został podczas puczu raniony i zmarł), zamach przeprowadzony przez około 150-osobowy oddział się nie powiódł – sytuację opanowali stronnicy Dollfussa, na czele nowego rządu stanął Kurt Schuschnigg. Także Benito Mussolini wysłał nad granicę austriacką włoskie wojska, aby w razie potrzeby interweniować w obronie rządu. W tej sytuacji Adolf Hitler, który chciał zatrzeć niekorzystne wrażenie po zamachu oraz uspokoić Mussoliniego, choć przyjął uchodźców narodowosocjalistycznych z Austrii, zmniejszył swoje poparcie dla austriackiej NSDAP (zlikwidował radiostację nadającą z Niemiec, zlikwidował tak zwany Legion Austriacki powołany z uchodźców).
Austriacka NSDAP po tych wydarzeniach ucichła na pewien czas, jednak aktywna polityka niemiecka wobec Austrii, wobec której rząd w Wiedniu stopniowo się uginał, przywróciła jej znaczenie. W 1936, po zawarciu układu austriacko-niemieckiego, NSDAP została na powrót zalegalizowana, a do rządu austriackiego trafiło dwóch narodowych socjalistów, w tym Edmund Glaise-Horstenau, który po kilku miesiącach został ministrem spraw wewnętrznych. Ożywiła się działalność terrorystyczna nazistowskich bojówek, których liczebność wzrastała także między innymi dzięki temu, że praktycznie nie działała już prawicowa Heimwehra. Działacze NSDAP próbowali powołać nawet legalne ugrupowanie polityczne, czemu jednak Schuschnigg się sprzeciwił wobec istniejącego monopolu Frontu Ojczyźnianego. W tym ostatnim coraz większą rolę zaczynał odgrywać Seyss-Inquart, związany z NSDAP, choć niebędący jej członkiem, który stał się łącznikiem między partią nazistowską a kanclerzem. Wraz ze wzrostem znaczenia narodowych socjalistów, kanclerz Schuschnigg próbował odsunąć Seyss-Inquarta, jednak bezskutecznie.
NSDAP była w tym okresie narzędziem Hitlera w jego dążeniu do podporządkowania sobie Austrii, mimo istniejących w partii grup pragnących zachowania suwerenności Austrii, przy pozostawieniu jedności ideowej z niemiecką NSDAP (na przykład Seyss-Inquart). Po spotkaniu Hitlera z Schuschniggiem w Berchtesgaden 12 lutego 1938 działacze związani z NSDAP zostali mianowani na znaczące stanowiska rządowe: Seyss-Inquart został ministrem spraw wewnętrznych i bezpieczeństwa publicznego, natomiast Glaise-Horstenau ministrem wojska. Do partii napływały duże rzesze nowych członków, głównie z uwagi na przewidywany rychły jej sukces. Próba podjęcia oporu przeciw Hitlerowi przez kanclerza w końcu lutego spowodowała znaczące nasilenie działalności bojówek narodowosocjalistycznych – to oraz nieustający nacisk Hitlera spowodowały odwołanie zapowiedzianego przez Schuschnigga plebiscytu w sprawie przyłączenia Austrii do Niemiec oraz zastąpienie rządu Schuschnigga przez nowy rząd Seyss-Inquarta (11 marca). Jedynym zadaniem tego rządu było zgłoszenie propozycji przyłączenia Austrii do Niemiec – już 13 marca nastąpił Anschluss.
Po Anschlussie znaczenie działaczy austriackiej NSDAP było marginalne. Hitler nawet stanowiska w przyłączonej Austrii obsadzał działaczami z Rzeszy. Seyss-Inquart pozostał namiestnikiem Austrii tylko do kwietnia 1939, później zaś piastował stanowiska w innych rejonach Europy (między innymi w Polsce).
Po zakończeniu II wojny światowej działalność NSDAP w Austrii została zabroniona (co zostało potwierdzone w traktacie w sprawie odbudowy Austrii z 1955), a jej byłych członków poddano szczególnej kontroli (pozbawiono ich między innymi prawa wyborczego).

## Literatura
- Jerzy Wojciech Borejsza: Rzym a wspólnota faszystowska: o penetracji faszyzmu włoskiego w Europie Środkowej, Południowej i Wschodniej, Warszawa 1981.
- Jerzy Kozeński: Austria 1918-1968. Dzieje polityczne i społeczne, Poznań 1970.
- Franciszek Ryszka: Państwo autorytarne, [w:] Dyktatury w Europie Środkowo-Wschodniej 1918-1939, red. Janusz Żarnowski, Wrocław 1973.
- Adam Wandruszka: Österreichs politische Struktur. Die Entwicklung der Parteien und politischen Bewegungen, [w:] Geschichte der Republik Österreich, hrsg. Heinrich Benedikt, Wien 1954.